# Potočari (dystrykt Brczko)
Potočari – wieś w Bośni i Hercegowinie, w dystrykcie Brczko. W 2013 roku liczyła 1063 mieszkańców, z czego większość stanowili Serbowie.